# معبد كوفو
معبد كونفوشيوس (بالإنجليزية: Temple of Confucius)‏ هو معبد مكرس لذكرى كونفوشيوس والحكماء والفلاسفة من الكونفوشيوسية. بني هذا المعبد عام 611 حيث وضعت على شكل بسيط وليس كما نراه اليوم. في عام 1012 وفي عام 1094 أزدادت مساحة هذا المعبد حتى أستمر الزيادة إلى 400 غرفة وفي عام 1214 تم حرق جزء كبير منها وفي عام 1302 أعيد ترميمه في خلال عام 1499 تدمر المبنى جراء أطلاق النار عليه ثم أعيد لاحقا بناء هذا المعبد كما كان مكتوب في كتبهم المقدسة.

## معرض صور

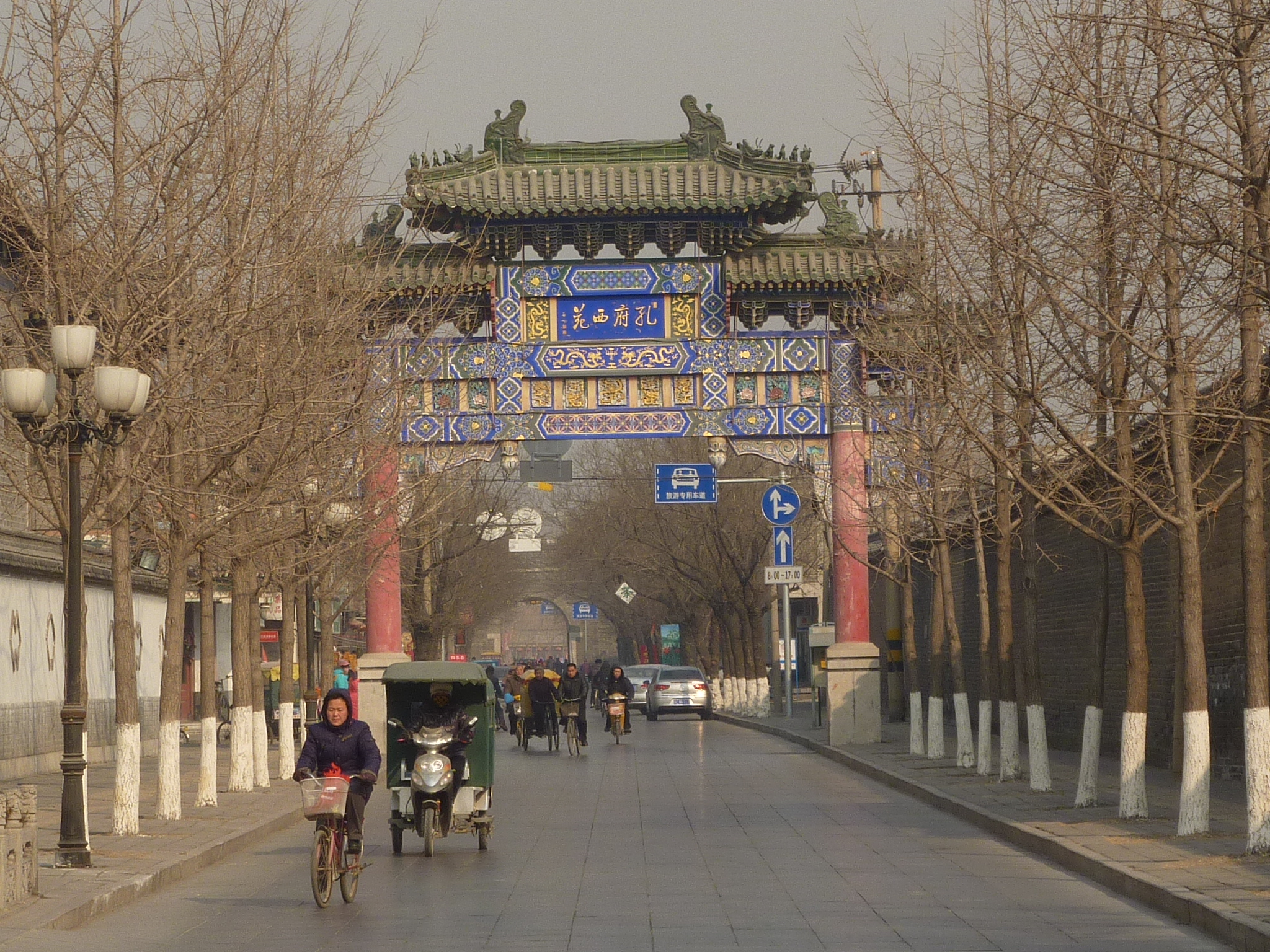
تشوفو - شارع بنبي - القوس الشمالي
سلحفاة تشوفو
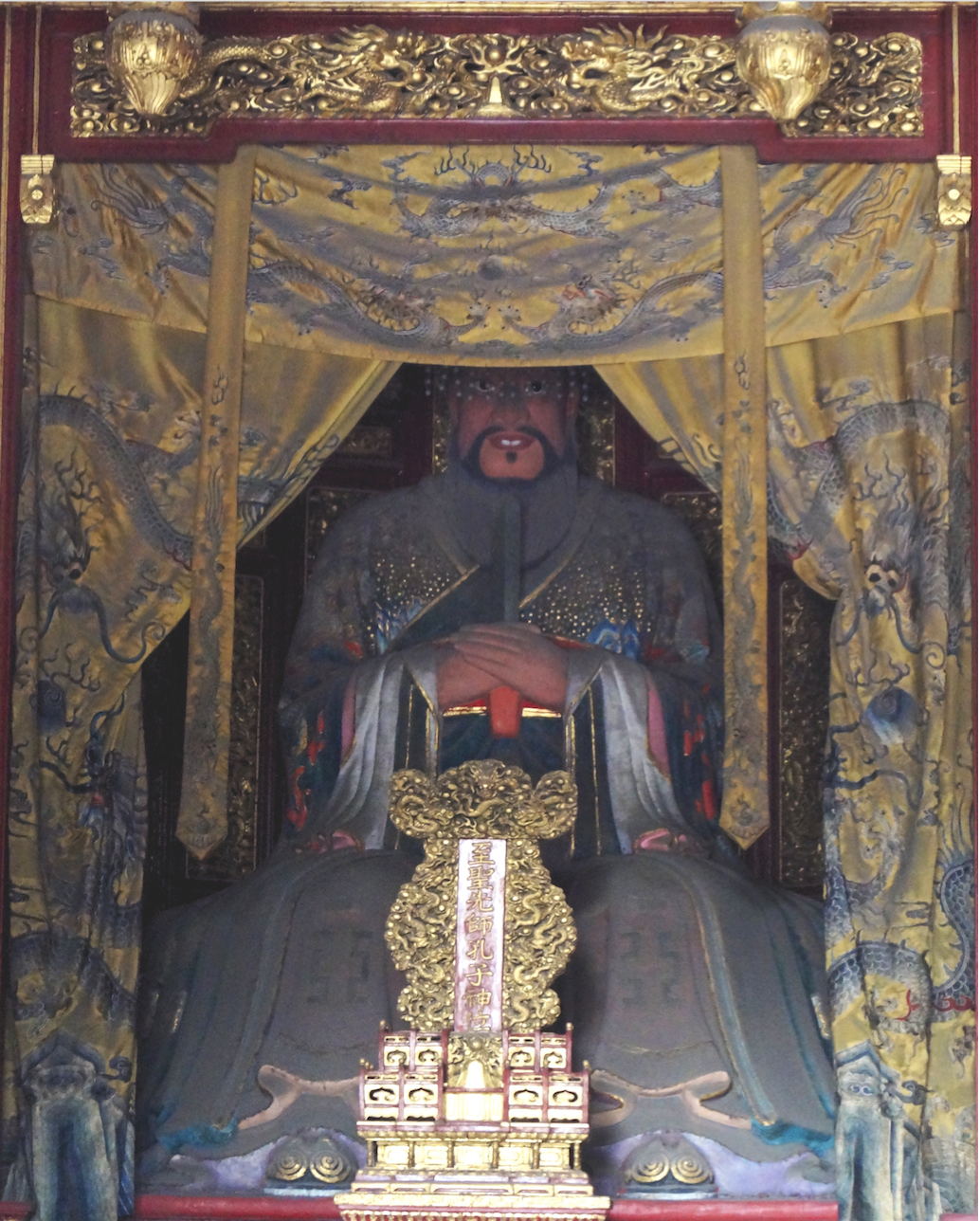
صورة كونفوشيوس
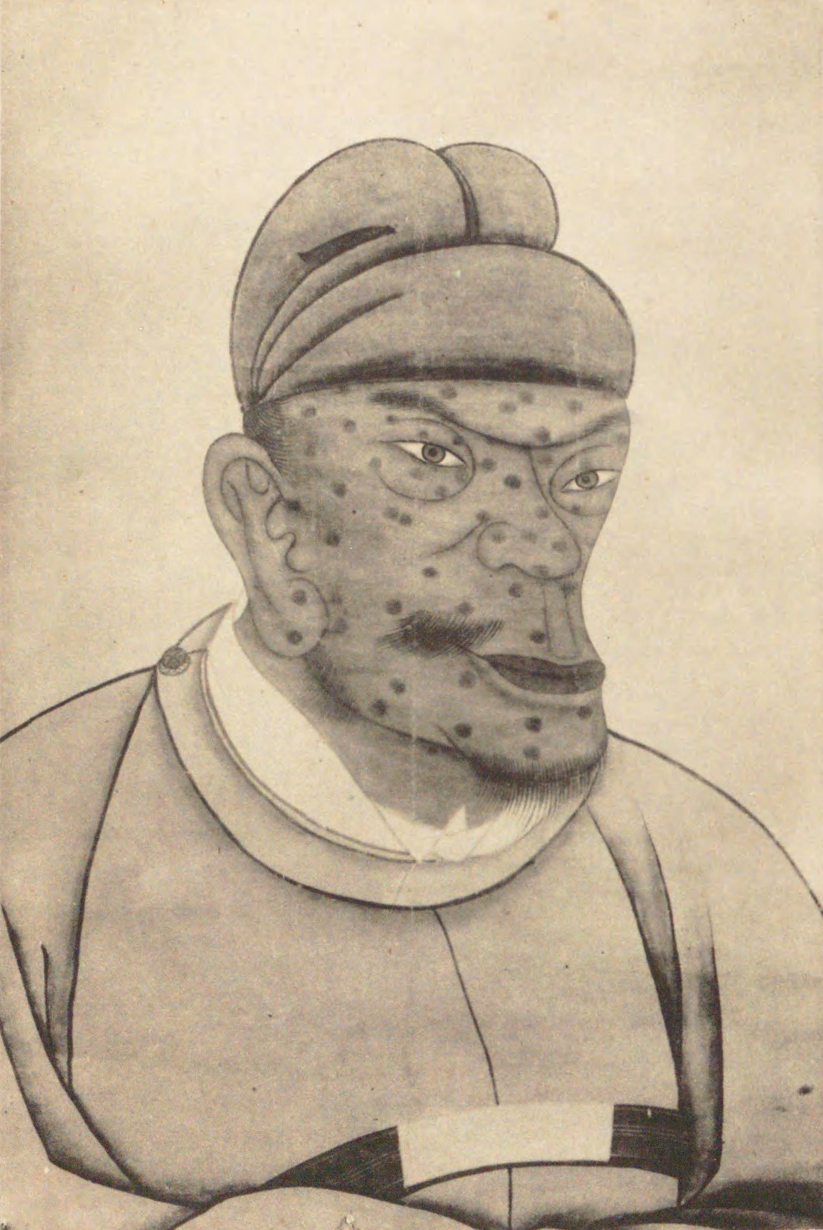
إمبراطور هونغو من مجموعة معبد كونفوشيوس
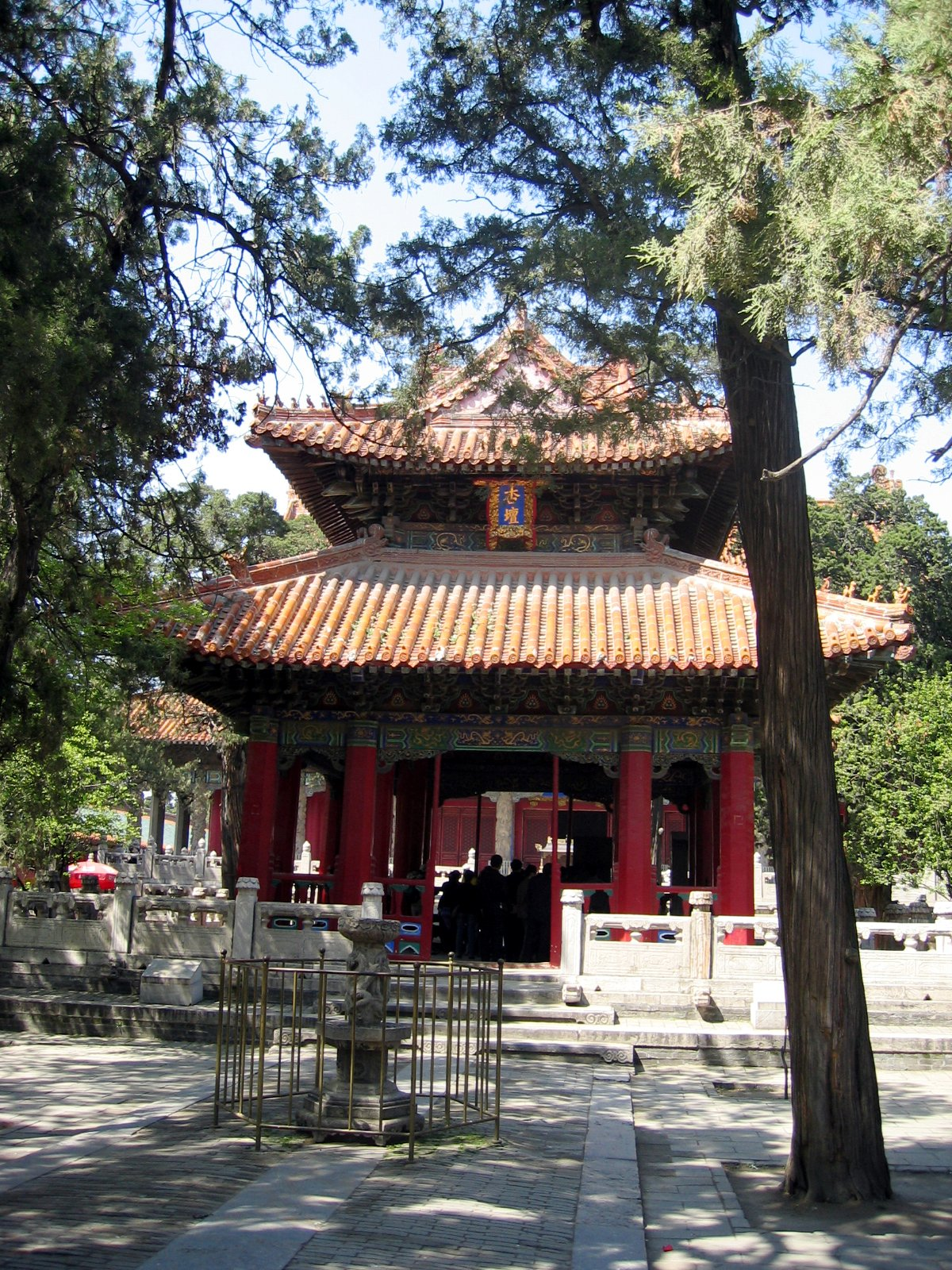
معبد كونفشيوس